# The Attractions
The Attractions waren von 1977 bis 1986 und von 1994 bis 1996 die Begleitband von Elvis Costello. Sie bestanden aus Steve Nieve (Keyboards), Pete Thomas (Schlagzeug) und Bruce Thomas (Bassgitarre). 1980 veröffentlichten sie ein Album als eigenständige Band ohne Costello.

## Geschichte

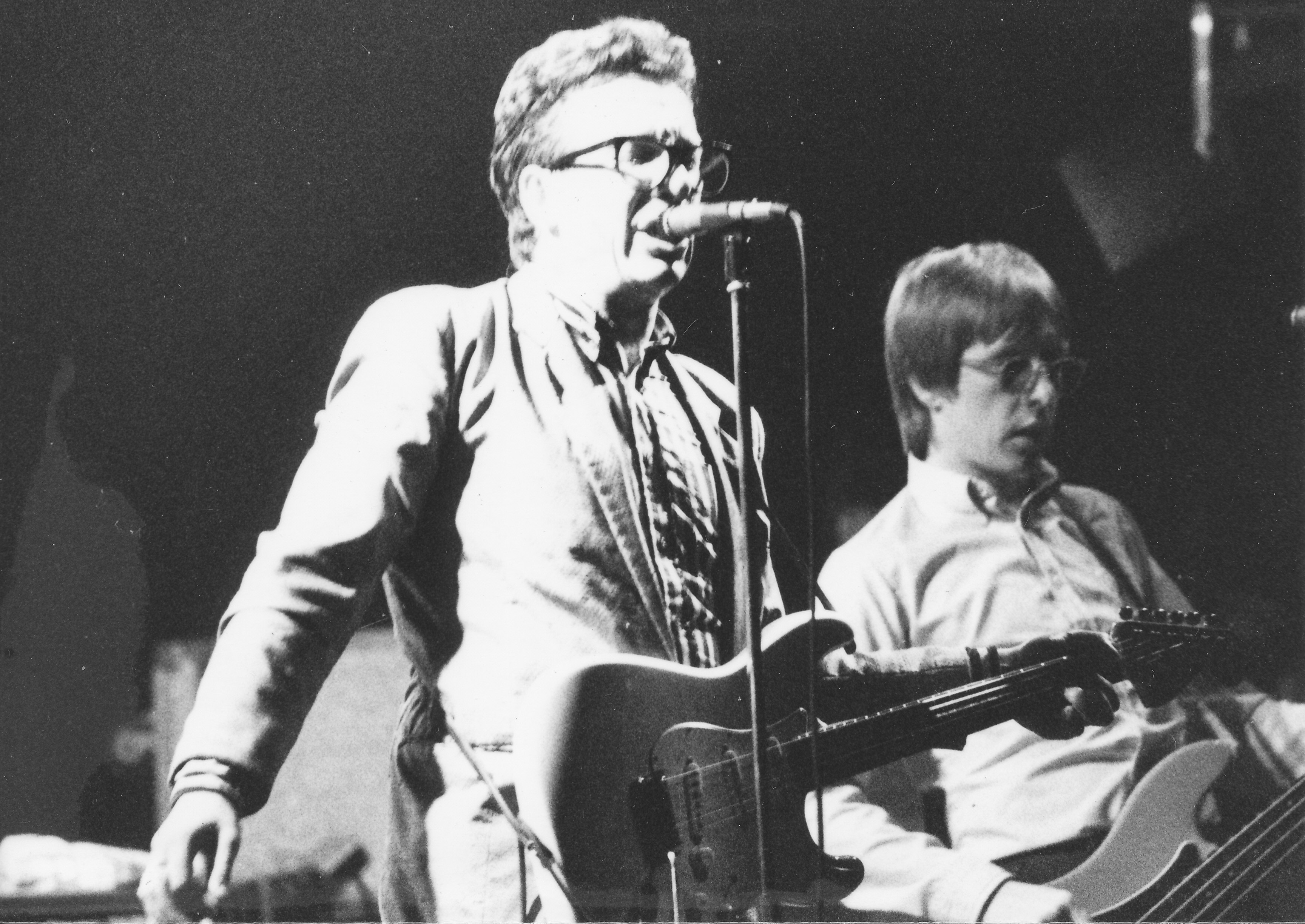
Elvis Costello (links) und Bruce Thomas (rechts) 1980

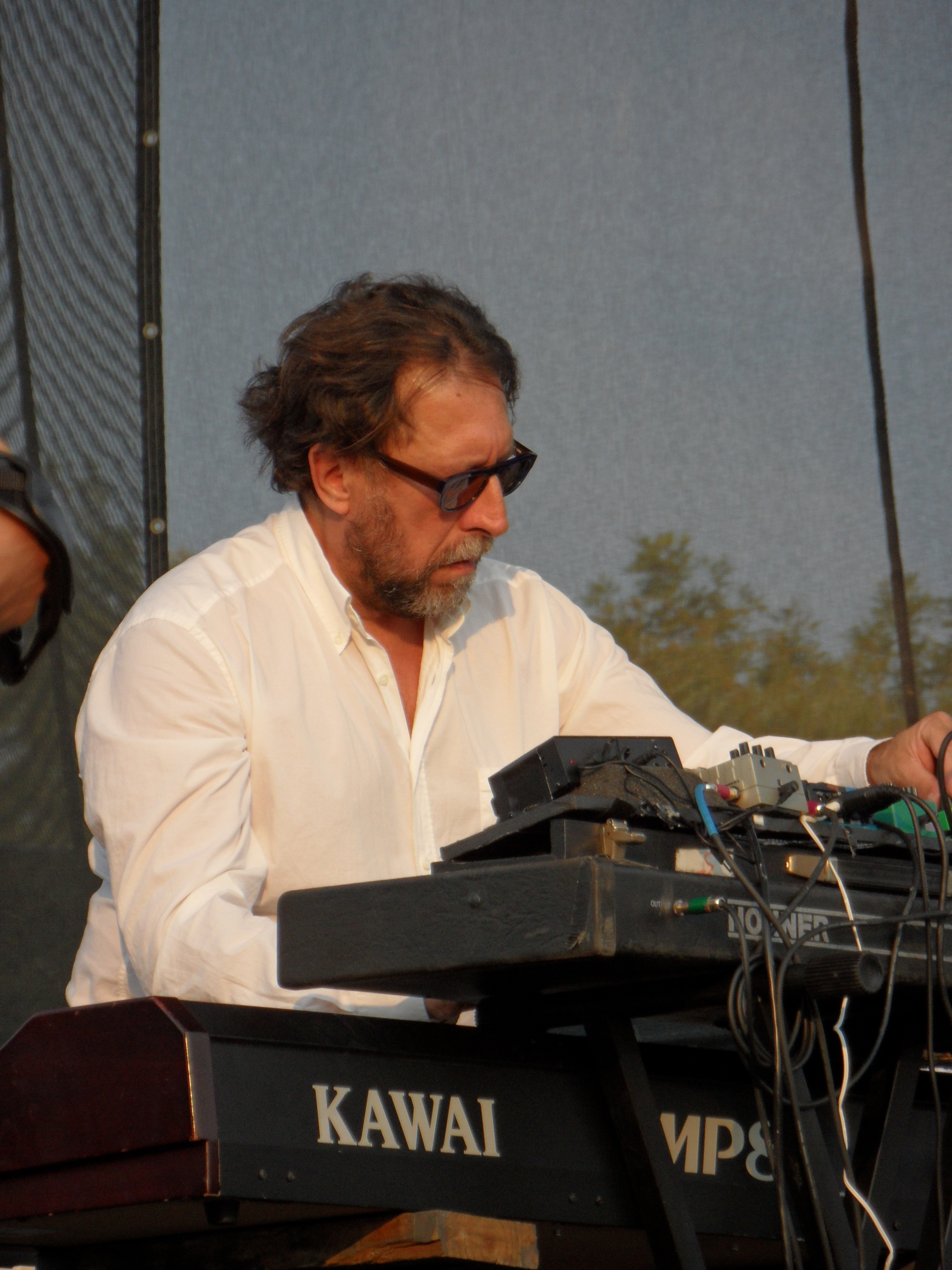
Steve Nieve (2012)

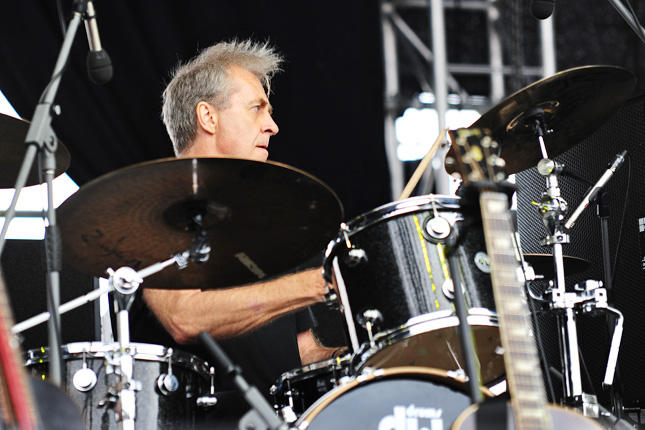
Pete Thomas (2011)

Für Costellos Debütalbum wurde 1977 die amerikanische Band Clover zur Verfügung gestellt. Später im Jahr 1977 gründete Costello The Attractions als seine Begleitband, bestehend aus Steve Nieve, Bruce Thomas und Pete Thomas (die letzteren sind nicht verwandt).
Bruce Thomas war mit 29 Jahren das älteste Gruppenmitglied mit der meisten professionellen Erfahrung; vorher war er bei Quiver, die 1971/72 zwei eigene Alben veröffentlichten und dann Begleitband für mehrere Alben von The Sutherland Brothers waren. Er verließ die Gruppe vor ihrem größten Erfolg Arms of Mary, 1976 ein Nr. 1-Hit in vielen europäischen Ländern. Thomas war 1975 auch Mitglied von Moonrider für ihr Album und nahm Anfang bis Mitte der siebziger Jahre als Session-Musiker für Al Stewart auf.
Pete Thomas hatte bereits ein Album als Mitglied von Chilli Willi and the Red Hot Peppers aufgenommen.
Der klassisch ausgebildete Pianist Steve Nieve hatte nie zuvor mit einer Rockband gespielt.
Elvis Costello und The Attractions traten bereits im Sommer 1977 gemeinsam auf. Einige dabei mitgeschnittene Live-Tracks wurden an die B-Seite der im Oktober 1977 herausgegebenen Costello-Solo-Single Watching The Detectives angehängt. Die Band hatte ihr Studiodebüt im März 1978 mit der Single I Don't Want to Go to Chelsea. Ab dann begleiteten die Attractions Costello auf allen Alben bis 1984, mit Ausnahme von New Amsterdam (1980), einer von Costello allein aufgenommenen Solo-Single.
1980 nahmen The Attractions ein eigenes Album mit dem Titel Mad About The Wrong Boy auf. Das Album enthielt Kompositionen aller drei Gruppenmitglieder. Steve Nieve schrieb die Musik für mehrere Songs unter dem Pseudonym "Norman Brain"; für diese Songs lieferte seine damalige Freundin Fay Hart Texte, was zu einem Kredit von "Brain / Hart" führte. Die Brain / Hart-Komposition Single Girl wurde als erste Single veröffentlicht, gefolgt von dem von Nieve komponierten Arms Race.
Anfang 1986 veröffentlichte Costello King of America, das größtenteils ohne die Attractions aufgenommen wurde.  Im selben Jahr nahm Costello mit den Attractions das Album Blood & Chocolate auf.
Die wachsende Abneigung zwischen Costello und Bruce Thomas trug 1986 zur Trennung der Attractions bei; die Kluft wurde 1990 durch das Buch von Bruce Thomas The Big Wheel verstärkt. Trotzdem versammelte sich die Band für mehrere Tracks auf Costellos 1994er Album Brutal Youth und tourte in den nächsten zwei Jahren zusammen. 1996 nahmen sie das letzte Album All This Useless Beauty als Attractions auf.
Als Nachfolge-Band The Imposters spielen Nieve und Pete Thomas weiterhin mit Costello. Die Trennung von Bruce Thomas scheint hingegen dauerhaft zu sein; Costello sagte 1998 über Bruce Thomas: "Er ist einfach ein Riesenarschloch. Immer schon gewesen. Großartiger Bassist, aber eine schreckliche Nervensäge." Bruce Thomas trat kurz mit seinen ehemaligen Bandkollegen auf, als die Gruppe 2003 in die Rock and Roll Hall of Fame aufgenommen wurde. Als Costello gefragt wurde, warum Thomas bei der Veranstaltung nicht mit ihnen spielte, antwortete er: "Ich arbeite nur mit professionellen Musikern."

## Album
- Mad About the Wrong Boy (1980)[2]